# Beaussais-sur-Mer
Beaussais-sur-Mer is een gemeente in het Franse departement Côtes-d'Armor (regio Bretagne). De plaats maakt deel uit van het arrondissement Dinan. Beaussais-sur-Mer is op 1 januari 2017 ontstaan door de fusie van de gemeenten Plessix-Balisson, Ploubalay en Trégon. Beaussais-sur-Mer telde op 1 januari 2022 4.379 inwoners.

## Geografie
De oppervlakte van Beaussais-sur-Mer bedroeg op 1 januari 2022 41,65 vierkante kilometer; de bevolkingsdichtheid was toen 105,1 inwoners per km².
De onderstaande kaart toont de ligging van Beaussais-sur-Mer met de belangrijkste infrastructuur en aangrenzende gemeenten.

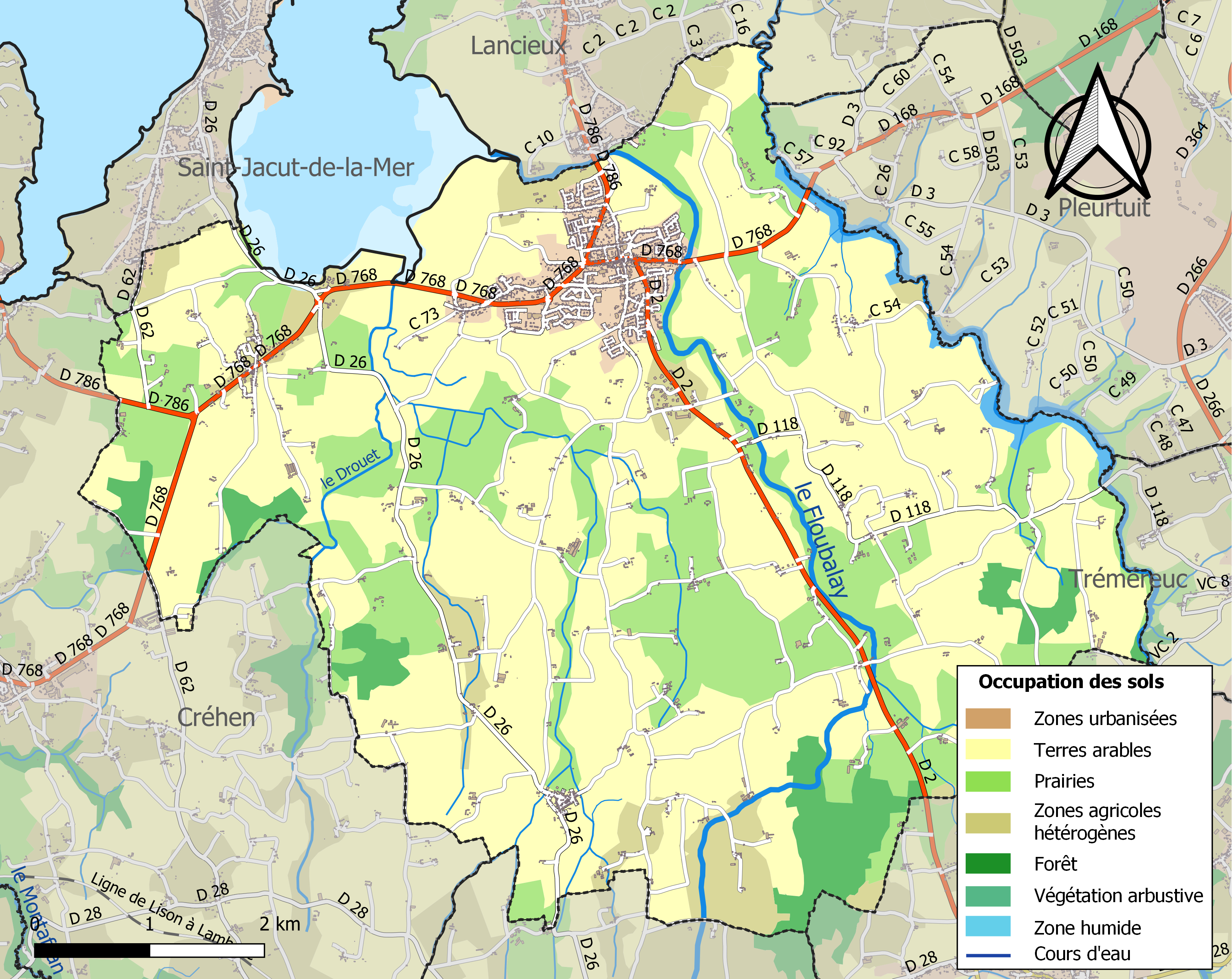